# Liên hoan phim quốc tế Hà Nội
Liên hoan phim quốc tế Hà Nội (Tiếng Anh: Hanoi International Film Festival, viết tắt là HANIFF), tên cũ là Liên hoan phim quốc tế Việt Nam (Tiếng Anh: Vietnam International Film Festival, viết tắt là VNIFF) là một liên hoan phim lớn được tổ chức định kỳ 2 năm 1 lần tại Hà Nội, Việt Nam. Được thành lập vào năm 2010 bởi Cục Điện ảnh thuộc Bộ Văn hóa, Thể thao và Du lịch và Sở Văn hóa - Thể thao thành phố Hà Nội thuộc Ủy ban nhân dân Thành phố Hà Nội, đến nay, liên hoan phim đã có 5 lần tổ chức.
Liên hoan phim là sự kiện uy tín nhằm vinh danh các tác phẩm điện ảnh xuất sắc, có giá trị nghệ thuật cao, giàu tính nhân văn, sáng tạo, khuyến khích những tài năng mới của điện ảnh, qua đó góp phần phát huy tinh thần thân ái, hợp tác giữa các nhà làm phim, đại biểu, vì sự phát triển của điện ảnh đồng thời giới thiệu các tác phẩm đặc sắc của các nền điện ảnh trên thế giới.

## Lịch sử

### Thành lập
Sáng ngày 10 tháng 9 năm 2010, tại Nhà hát lớn Hà Nội, Cục Điện ảnh (Bộ Văn hóa, Thể thao và Du lịch) đã tổ chức buổi họp báo giới thiệu Liên hoan phim quốc tế Việt Nam lần thứ nhất. Cục trưởng Cục Điện ảnh Lại Văn Sinh và Chánh Văn phòng Bộ Văn hóa, Thể thao và Du lịch Tô Văn Động cùng chủ trì cuộc họp báo.
Liên hoan phim quốc tế Việt Nam lần thứ I – Hà Nội, 2010 là một trong những hoạt động chào mừng Đại lễ 1000 năm Thăng Long – Hà Nội. Liên hoan nhằm tôn vinh điện ảnh châu Á, thúc đẩy giao lưu văn hóa và thúc đẩy hợp tác phát triển hơn nữa giữa các nhà làm phim trong khu vực và quốc tế thông qua việc giới thiệu những bộ phim mới nhất của các đạo diễn tài năng, đặc biệt những đạo diễn của các nước Đông Nam Á.
Bên cạnh đó, Liên hoan còn nhằm tới mục tiêu xây dựng một thương hiệu liên hoan phim mới, khẳng định vị trí và xu thế hội nhập của điện ảnh Việt Nam trên trường quốc tế, thu hút sự quan tâm của những người làm điện ảnh thế giới đối với điện ảnh Việt Nam và đất nước Việt Nam đang đổi mới và phát triển.
Liên hoan phim lần thứ nhất có sự tham gia tranh tài của 67 bộ phim đến từ 25 quốc gia và vùng lãnh thổ thuộc Châu Á. Sau 5 ngày hoạt động sôi nổi, nó đã chính thức khép lại với lễ bế mạc diễn ra vào tối ngày 21 tháng 10 năm 2010 tại Trung tâm Hội nghị Quốc gia.

### Phát triển
Năm 2012, liên hoan phim trở lại với tên gọi mới Liên hoan phim quốc tế Hà Nội lần thứ hai, sáng 27 tháng 9, tại Hà Nội đã diễn ra buổi họp báo giới thiệu liên hoan phim, bà Ngô Phương Lan - Cục trưởng Cục Điện ảnh, Trưởng Ban tổ chức liên hoan phim chủ trì buổi họp báo. Với khẩu hiệu “Điện ảnh Châu Á – Thái Bình Dương thống nhất và phát triển”, Liên hoan phim Quốc tế Hà Nội lần thứ II sẽ khai mạc vào ngày 25 tháng 11, Lễ trao giải - Bế mạc được tổ chức vào ngày 29 tháng 11. Hai buổi Lễ khai mạc và Bế mạc sẽ được truyền hình trực tiếp trên VTV2 và VTV4 của Đài Truyền hình Việt Nam. Năm nay, trong khuôn khổ liên hoan phim lần đầu có sự xuất hiện của Trại sáng tác trẻ với 30 nhà làm phim trẻ, trong đó có 24 nhà làm phim Việt Nam, trong số hơn 100 đơn đăng ký tham dự. Các chương trình trong khuôn khổ trại sáng tác bao gồm Xưởng phim HANIFF (đào tạo khoảng 10 đạo diễn cách làm bộ bộ phim, diễn hội thoại, casting và diễn xuất trước máy quay), Thị trường dự án HANIFF (tạo cơ hội cho các nhà làm phim, nhà sản xuất trẻ trình bày, giới thiệu về dự án của mình trước những nhà đồng sản xuất và nhà đầu tư nhiều kinh nghiệm), Trao đổi ý tưởng kịch bản HANIFF (đào tạo và thực hành, dành cho các nhà bien kịch trẻ sáng tác kịch bản, phát triển nhân vật, lời thoại, cùng thảo luận về kịch bản với những cố vấn kịch bản hàng đầu thế giới).

Liên hoan phim quốc tế Hà Nội lần thứ 3 - 2014 diễn ra từ ngày 23 đến 27-11 với với khẩu hiệu “Điện ảnh – Hội nhập và phát triển bền vững” có 130 phim đến từ 32 quốc gia và vùng lãnh thổ. Từ 411 bộ phim gửi tới đăng ký tham dự, Ban tổ chức chọn được 130 phim đến từ 32 quốc gia và vùng lãnh thổ tham gia tranh tài, trình chiếu trong LHP lần này. Nét mới của liên hoan phim là mở rộng hạng mục phim dự thi tới tất cả các nền điện ảnh của các quốc gia và vùng lãnh thổ trên thế giới thay cho phim dự thi trong khu vực Châu Á–Thái Bình Dương như 2 kỳ trước. Ngoài ra, Ban tổ chức còn tổ chức những chương trình phim theo chủ đề như: Điện ảnh thế giới ngày nay (Panorama); Phim Việt Nam hôm nay; Tiêu điểm Điện ảnh Philippines; Phim được giải thưởng NETPAC... Liên hoan phim lần này trở lại đầy mới mẻ, thay vì phân chia phim theo thể loại phim truyện, tài liệu, hoạt hình, Ban tổ chức chia thành hai nhóm phim dài thời lượng 75 phút trở lên và phim ngắn và cũng là kỳ liên hoan phim đầu tiên có Chợ dự án phim, hoạt động liên kết với Trại sáng tác HANIFF và Hội thảo về phim độc lập. Cục trưởng Ngô Phương Lan cho biết: "Các chuyên gia điện ảnh uy tín quốc tế là thành phần chủ chốt tuyển chọn, đánh giá. Dự án xuất sắc sẽ được chọn dự sự kiện điện ảnh quốc tế lớn như Liên hoan phim quốc tế Hồng Kông, Chợ dự án phim tại LHP Cannes, Berlin."

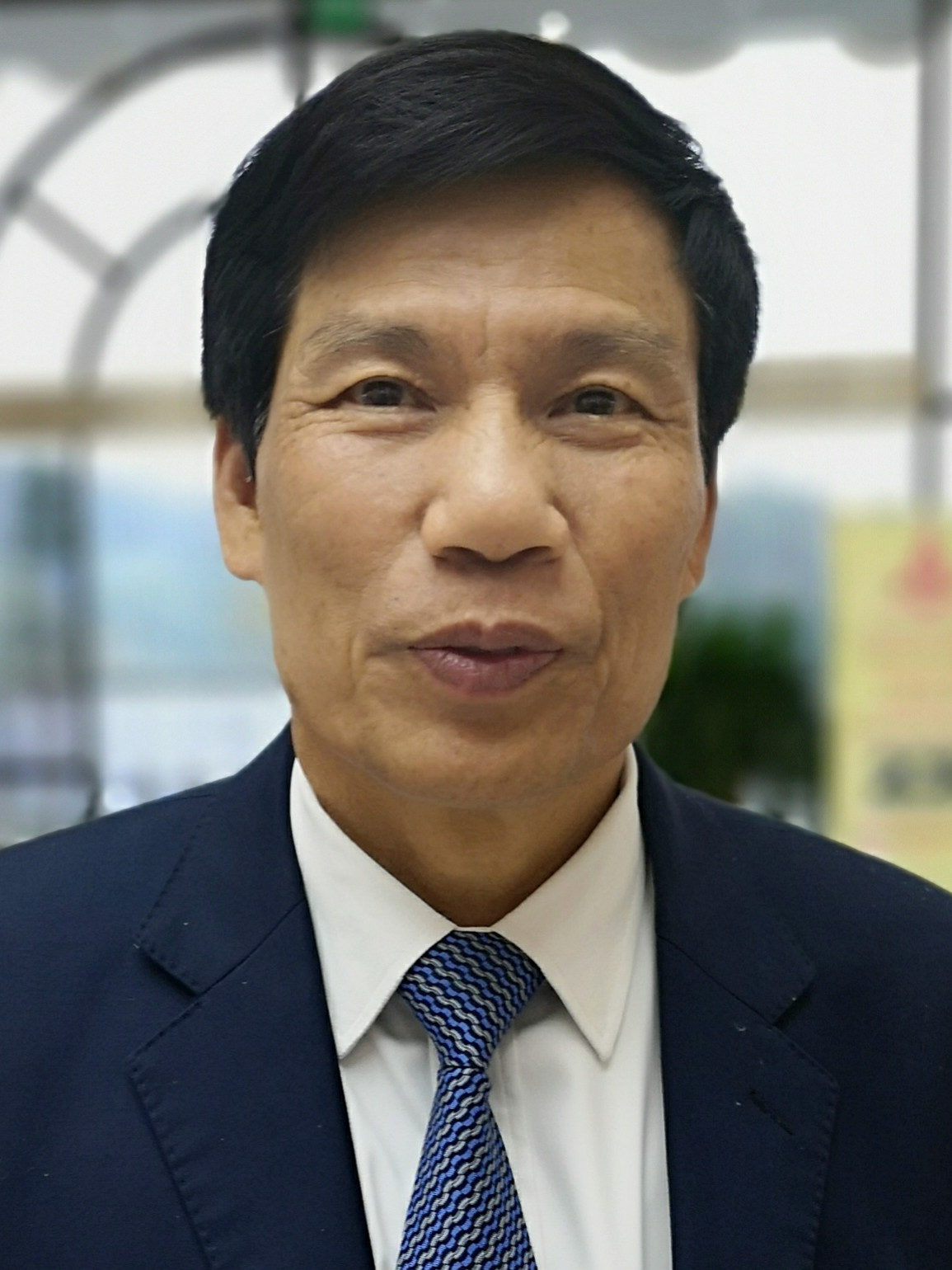
Bộ trưởng Nguyễn Ngọc Thiện – Trưởng ban chỉ huy

Trở lại vào năm 2016, tối 1 tháng 11, tại Hà Nội, Lễ khai mạc liên hoan phim quốc tế Hà Nội lần thứ 4 đã chính thức khai mạc. Tham dự buổi lễ có Phó Thủ tướng Vũ Đức Đam, Bộ trưởng Bộ Văn hóa, Thể thao và Du lịch Nguyễn Ngọc Thiện, cùng với sự có mặt của hơn 1.200 khách mời trong nước và quốc tế. Phát biểu tại lễ khai mạc, Bộ trưởng Nguyễn Ngọc Thiện nhiệt liệt chào mừng các nghệ sĩ, quan khách đã đến tham dự liên hoan. Ông nhấn mạnh, liên hoan phim đang trở thành một thương hiệu uy tín, nơi tôn vinh những tài năng điện ảnh đích thực. Liên hoan phim có 550 bộ phim đăng ký tham dự, trong đó có trên 300 phim dài và trên 200 phim ngắn từ hơn 40 quốc gia và vùng lãnh thổ. Trong đó, nhằm mang đến cho khán giả những tác phẩm điện ảnh chất lượng bắt đầu làm việc từ tháng 2 năm 2016, Hội đồng sơ tuyển đã lựa chọn ra những phim truyện, phim ngắn (tài liệu, khoa học, hoạt hình và phim truyện ngắn) để trình các Hội đồng chung tuyển chọn lựa. Trong đó, điện ảnh Việt Nam sẽ góp mặt trong tất cả các hạng mục của Liên hoan phim như: Phim dài, phim ngắn, chương trình phim Panorama, chương trình ASEAN và chương trình Tuyển chọn phim Việt Nam mới (2014 - 2016). Bên cạnh các hoạt động chính, trong khuôn khổ LHP Quốc tế Hà Nội lần thứ IV còn có các hoạt động như: Trại sáng tác Haniff, Chợ dự án phim; Triển lãm “Bối cảnh Việt Nam trong một số phim nước ngoài”; hội thảo, tọa đàm “Hợp tác sản xuất phim trong các nước ASEAN”; “Điện ảnh Ấn Độ hợp tác và phát triển”; Cuộc họp giữa các nhà lãnh đạo điện ảnh các nước ASEAN (tổ chức Film ASEAN)… Đặc biệt, Chợ dự án phim do Cục Điện ảnh phối hợp với BHD tiếp tục được tổ chức và quy tụ nhiều gương mặt mới trong lĩnh vực sản xuất phim trong nước và quốc tế.
Chiều ngày 23 tháng 6 năm 2018 tại Hà Nội, Bộ Văn hóa, Thể thao và Du lịch tổ chức họp báo giới thiệu Liên hoan phim quốc tế Hà Nội lần thứ 5. LHP Quốc tế Hà Nội vinh danh các tác phẩm điện ảnh xuất sắc, có giá trị nghệ thuật cao, giàu tính nhân văn, sáng tạo, khuyến khích những tài năng mới của điện ảnh. Liên hoan phim phát huy tinh thần thân ái, hợp tác giữa các nhà làm phim, đại biểu, khách mời vì sự phát triển của điện ảnh đồng thời giới thiệu các tác phẩm đặc sắc của các nền điện ảnh trên thế giới. Khẩu hiệu của HANIFF 2018 lần này là “Điện ảnh - Hội nhập và phát triển bền vững” với mục đích tạo cơ hội mở rộng thị trường điện ảnh Việt Nam ra khu vực và thế giới; góp phần quảng bá hình ảnh đất nước Việt Nam tươi đẹp, ổn định thông qua hình ảnh Thủ đô Hà Nội thân thiện, mến khách với bề dày ngàn năm văn hiến, cảnh quan tươi đẹp và thanh bình. Theo bà Ngô Phương Lan, Cục trưởng Cục Điện ảnh, nét mới của LHP lần này là tuyển chọn các bộ phim chưa từng dự thi tại các LHP quốc tế trong khu vực châu Á. Một điểm mới khác nữa, LHP năm nay, BTC sẽ chọn nhiều hơn phim Việt Nam tham dự các chương trình, hạng mục tại LHP. Chương trình phim mới của điện ảnh Việt Nam giới thiệu những bộ phim truyện tiêu biểu, đa dạng về phong cách, đề tài từ sau Liên hoan phim quốc tế Hà Nội lần thứ 4 (từ tháng 11 năm 2016 đến nay). Các bộ phim truyện tham dự Chương trình Phim truyện Việt Nam đương đại sẽ có cơ hội được khán giả bình chọn giải “Phim truyện được yêu thích nhất”. Bên cạnh đó còn có 2 chùm phim tài liệu, khoa học và chùm phim hoạt hình Việt Nam. Trong khuôn khổ HANIFF còn diễn ra nhiều hoạt động, như: Trại sáng tác tài năng trẻ HANIFF 2018; Chợ dự án phim; Triển lãm: “Bối cảnh quay phim đặc sắc tại Việt Nam” và một số hội thảo: “Tiêu điểm điện ảnh Ba Lan”, “Kinh nghiệm thành công quốc tế của Điện ảnh Iran”.
Ngày 9 tháng 4 năm 2020, Bộ Văn hóa, Thể thao và Du lịch có Văn bản số 1388/BVHTTDL-ĐA gửi Ủy ban nhân dân thành phố Hà Nội về việc phối hợp tổ chức Liên hoan phim quốc tế Hà Nội lần thứ 6 - năm 2020, trong đó ấn định thời gian diễn ra từ ngày 4 đến 8 – 11 tại Hà Nội với khẩu hiệu "Điện ảnh – Hội nhập – Phát triển bền vững". Tuy nhiên sau đó bị lùi đến năm 2022 do sự bùng phát của Đại dịch COVID-19 tại Việt Nam, đại diện Bộ Văn hóa, Thể thao và Du lịch nêu rõ lý do lùi thời gian tổ chức liên hoan phim là do tình hình đại dịch COVID-19 vẫn đang diễn biến phức tạp, khó lường, các đường bay quốc tế chưa thể mở lại sớm, vì vậy, việc mời và đón tiếp khách quốc tế đến tham dự HANIFF có nhiều hạn chế, ảnh hưởng đến chất lượng, mục đích tổ chức của liên hoan phim.

## Các chương trình

### Chương trình phim dự thi & phim không dự thi

#### Chương trình phim dự thi
Liên hoan phim quốc tế Hà Nội được tổ chức với nhiều hạng mục khác nhau. Bên cạnh các phần thi định kỳ, mỗi kỳ lễ hội sẽ có những chương trình mới theo ý tưởng của ban tổ chức.
- Phim truyện: Các phim tranh giải Phim truyện hay nhất và giải NETPAC
- Phim ngắn: Các phim tranh giải Phim ngắn hay nhất

#### Chương trình phim không dự thi

##### Phim quốc tế
- Chương trình Toàn cảnh Điện ảnh Thế giới: Tuyển tập các bộ phim tuyệt vời từ các rạp chiếu phim trên khắp thế giới trong thời gian 2 năm kể từ liên hoan phim trước
- Chương trình Tiêu điểm Điện ảnh Quốc gia: Chương trình tuyển chọn phim của các quốc gia nào với nội dung thảo luận chuyên sâu về nền điện ảnh của quốc gia đó
- Chương trình Phim chọn lọc của Điện ảnh: Chương trình tuyển chọn phim để giới thiệu nền điện ảnh của một quốc gia

##### Phim Việt Nam
- Chương trình Phim Việt Nam đương đại: Giới thiệu những bộ phim Việt Nam sản xuất trong thời gian 2 năm kể từ liên hoan phim trước

### Các hoạt động trong khuôn khổ
- Triển lãm ảnh: Thường do Viện phim Việt Nam tổ chức, mỗi năm chủ đề lại là một về một vấn đề điện ảnh hoặc những hình ảnh của Việt Nam xuất hiện trên nền điện ảnh thế giới.
- Hội thảo: Mỗi kỳ LHP thường có từ 2 đến 3 hội thảo, được tổ chức cùng với chương trình Tiêu điểm điện ảnh hoặc bàn về một vấn đề để kết nối điện ảnh Việt Nam với thế giới.
- Chiếu phim ngoài trời: Do ban tổ chức lễ hội hợp tác với nhiều đơn vị khác nhằm mục đích quảng bá và tạo cơ hội giao lưu giữa nghệ sĩ và khán giả.
- Trại sáng tác HANIFF: Xuất hiện lần đầu vào năm 2012, chương trình do Cục Điện ảnh Việt Nam phối hợp với Công ty TNHH Dịch vụ Điện ảnh Redbridge tổ chức nhằm tìm kiếm những tài năng trẻ trong lĩnh vực điện ảnh.
- Chợ dự án phim: Do Công ty BHD - Vietnam Media Corp phối hợp với Cục Điện ảnh tổ chức nhằm tìm kiếm những dự án phim tiềm năng để đưa vào sản xuất từ năm 2014 đến năm 2018.

## Giải thưởng

### Chương trình phim dự thi

#### Giải thưởng chính thức
- Phim dài xuất sắc nhất
  - Giải thưởng của Ban giám khảo cho phim dài
- Đạo diễn phim dài xuất sắc nhất
- Phim ngắn xuất sắc nhất
  - Giải thưởng của Ban giám khảo cho phim ngắn
- Đạo diễn trẻ phim ngắn xuất sắc nhất
- Diễn viên nam chính xuất sắc nhất
- Diễn viên nữ chính xuất sắc nhất
- Giải Mạng lưới khuyến khích điện ảnh Châu Á (NETPAC)

#### Giải thưởng khác
- Phim tài liệu hay nhất (2010)
- Giải thưởng hỗ trợ hậu kỳ (2010)
- Bộ phim Pháp được khán giả yêu thích nhất (2010)
- Biểu dương đặc biệt dành cho diễn viên thiếu nhi (2014)
- Biểu dương đặc biệt của Ban giám khảo cho phim dài (2016)
- Giải Khán giả bình chọn phim Việt Nam được yêu thích nhất (2016)
- Giải Phim dài dự thi hay nhất do khán giả bình chọn (2016)
- Giải Bình chọn phim truyện Việt Nam được khán giả yêu thích trong chương trình Phim Việt Nam đương đại (2018)

### Chương trình Trại sáng tác HANIFF

#### Giải thưởng hiện tại
- Học viên xuất sắc nhất[12]
  - Lớp diễn viên
  - Lớp đạo diễn & sản xuất

#### Giải thưởng cũ
- Tài năng trẻ xuất sắc nhất (2012)[13]
- Nhà biên kịch tài năng (2012)
- Nhà sản xuất tài năng (2012)
- Học viên xuất sắc nhất[14][15]
  - Lớp đạo diễn hình ảnh (2014)
  - Lớp biên kịch (2014 – 2016)
  - Lớp đạo diễn (2014 – 2016)
  - Lớp sản xuất (2016)

### Chương trình Chợ dự án phim
- Dự án xuất sắc nhất[16][17][18]
  - Giải Ban giám khảo

## Giám khảo

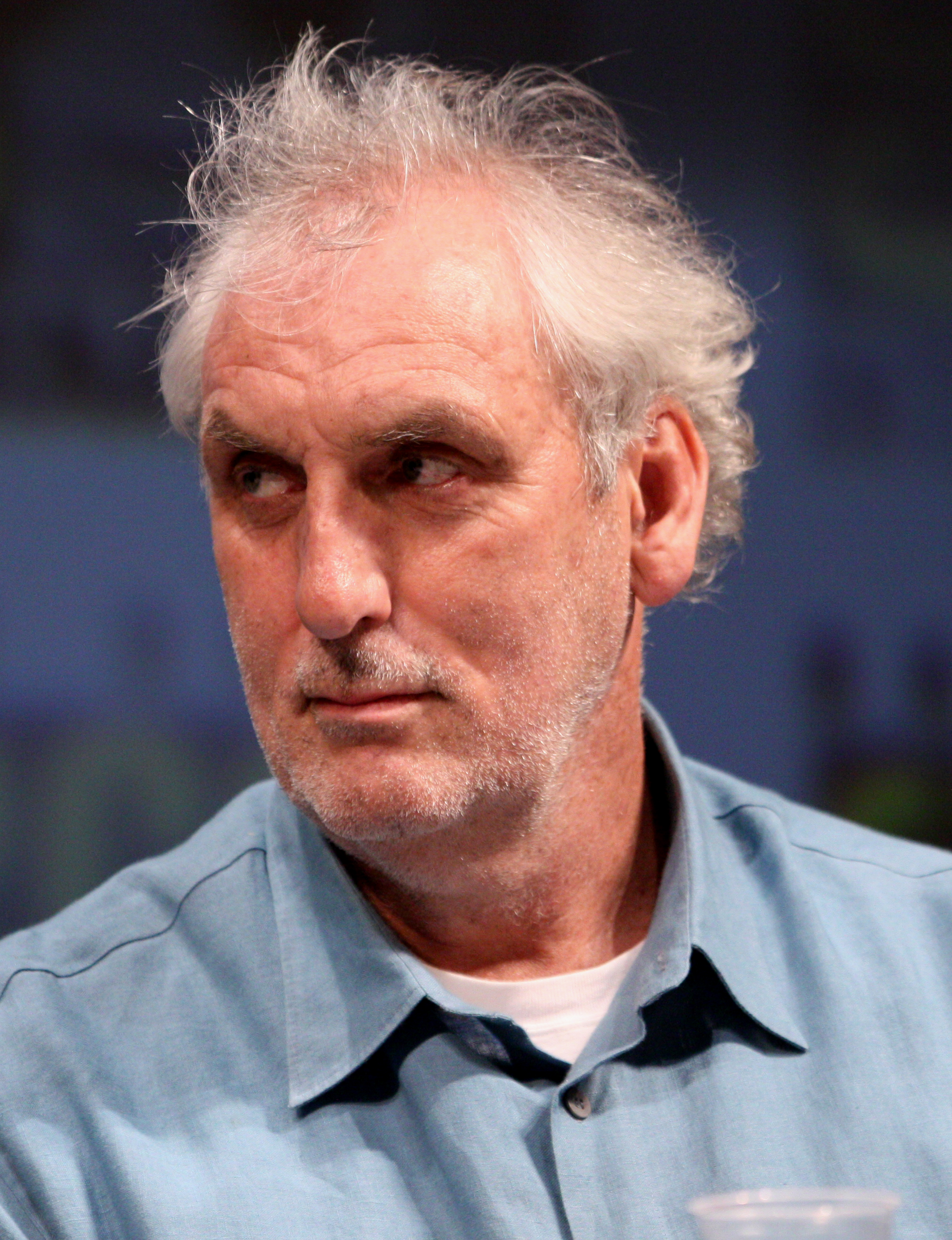
Phillip Noyce, trưởng Ban giám khảo lần thứ nhất
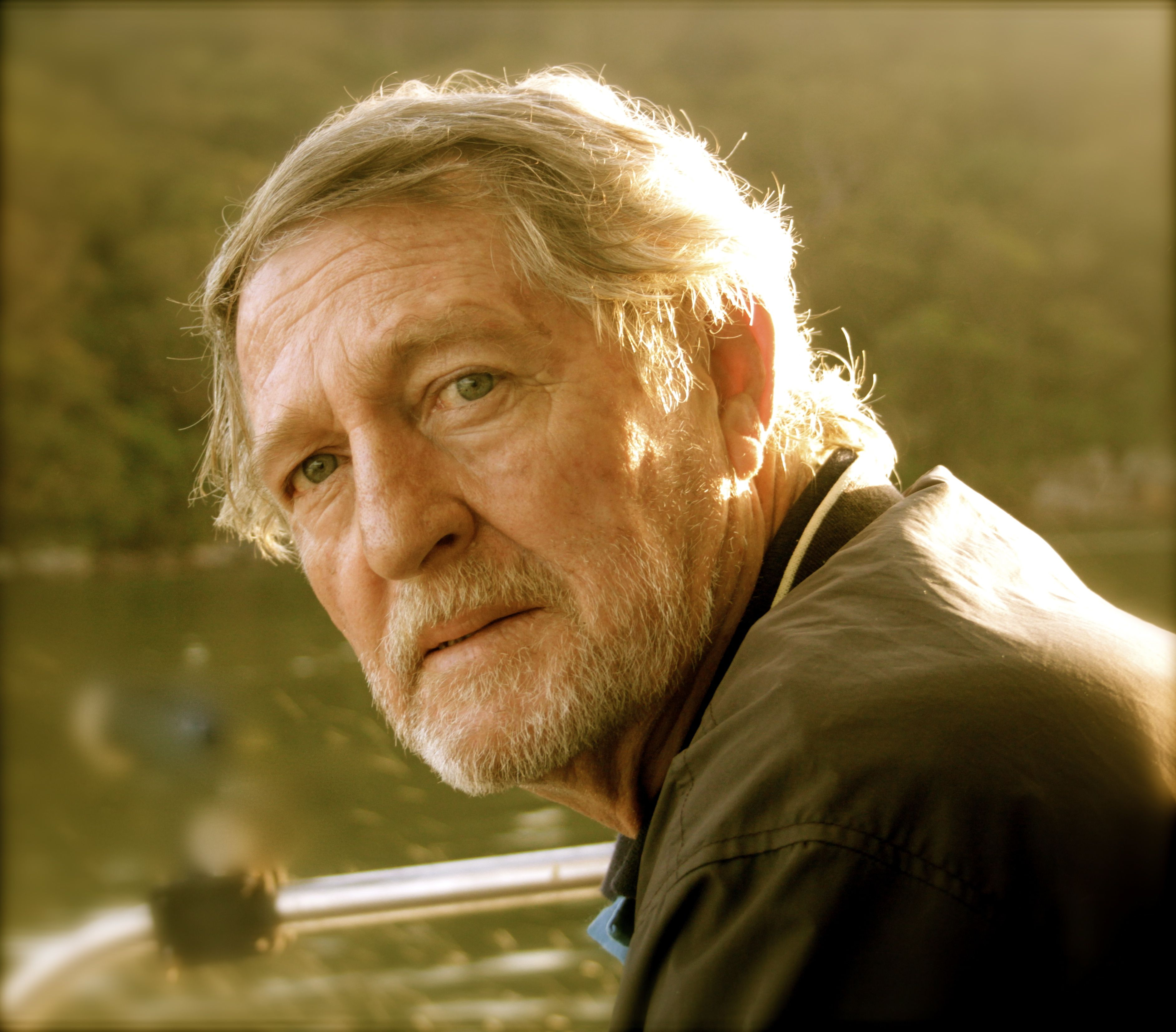
Jan Schütte, trưởng Ban giám khảo lần thứ hai
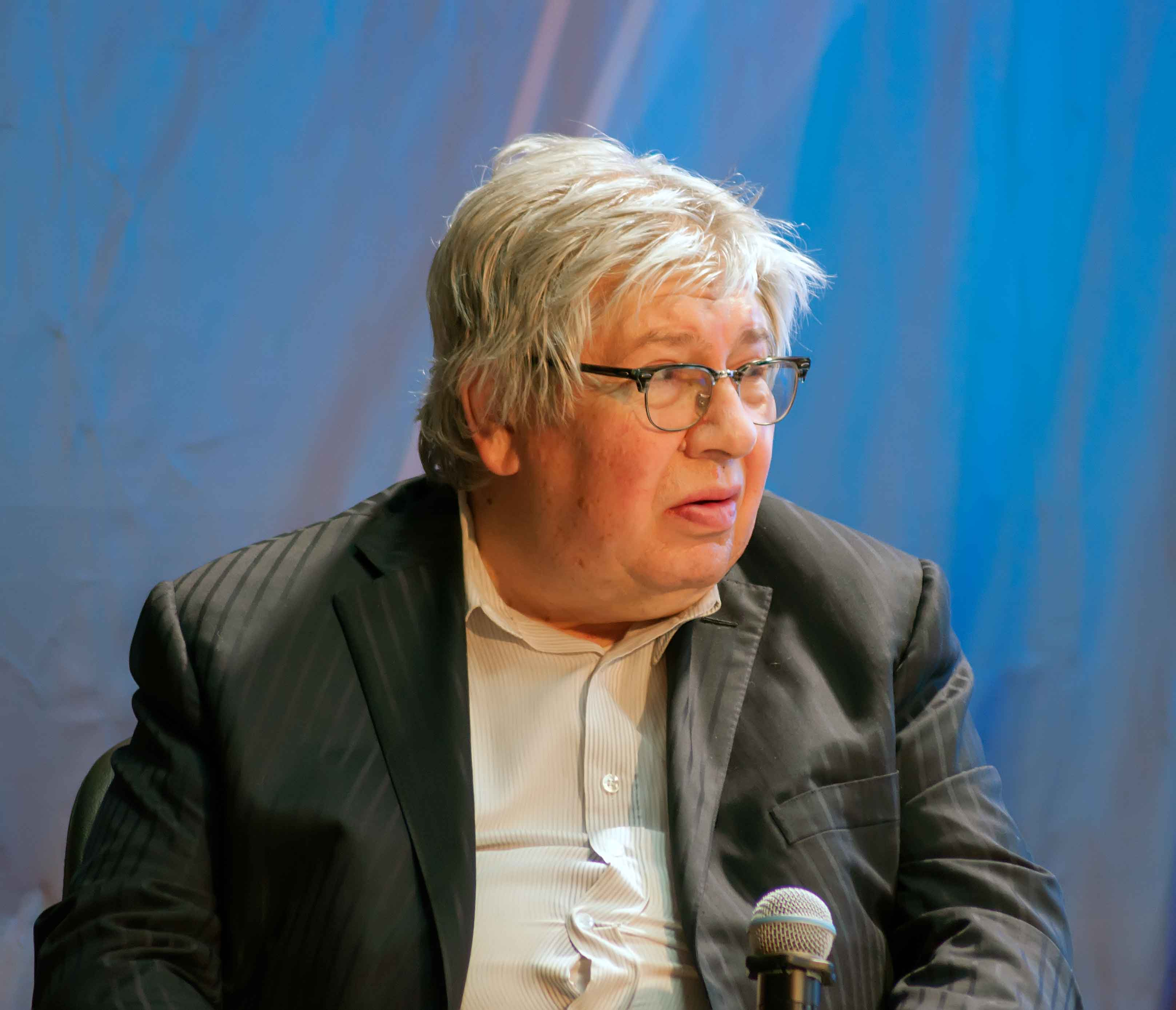
Kirill Razlogov, trưởng Ban giám khảo lần thứ ba
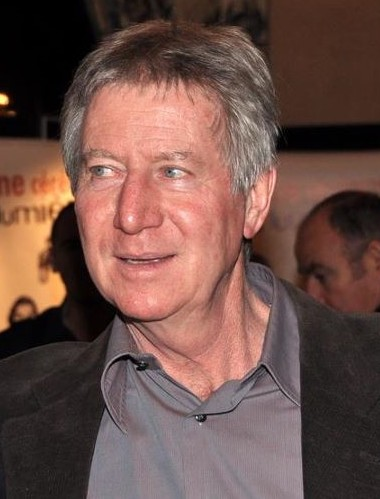
Régis Wargnier, trưởng Ban giám khảo lần thứ tư
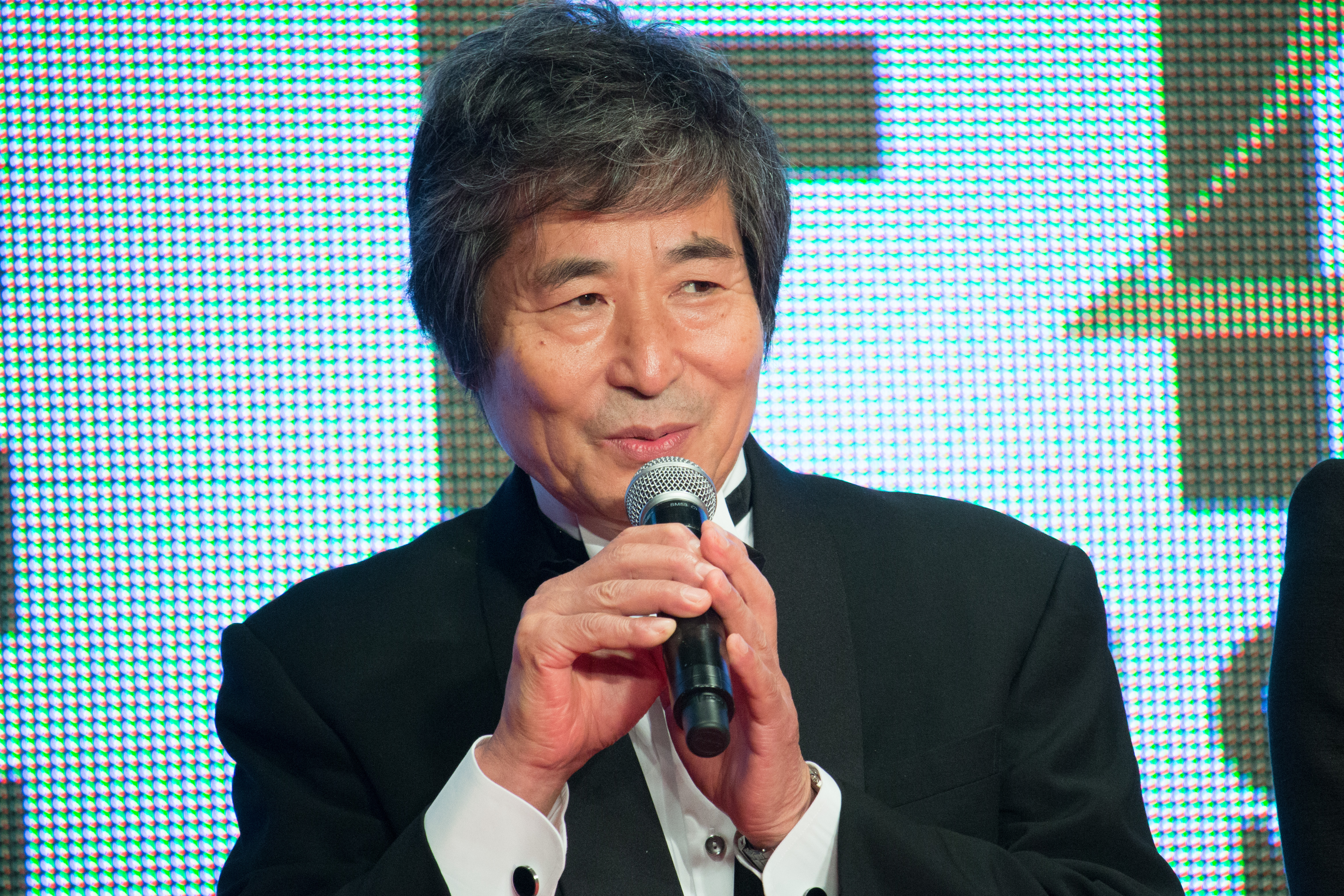
Oguri Kohei, trưởng Ban giám khảo lần thứ năm
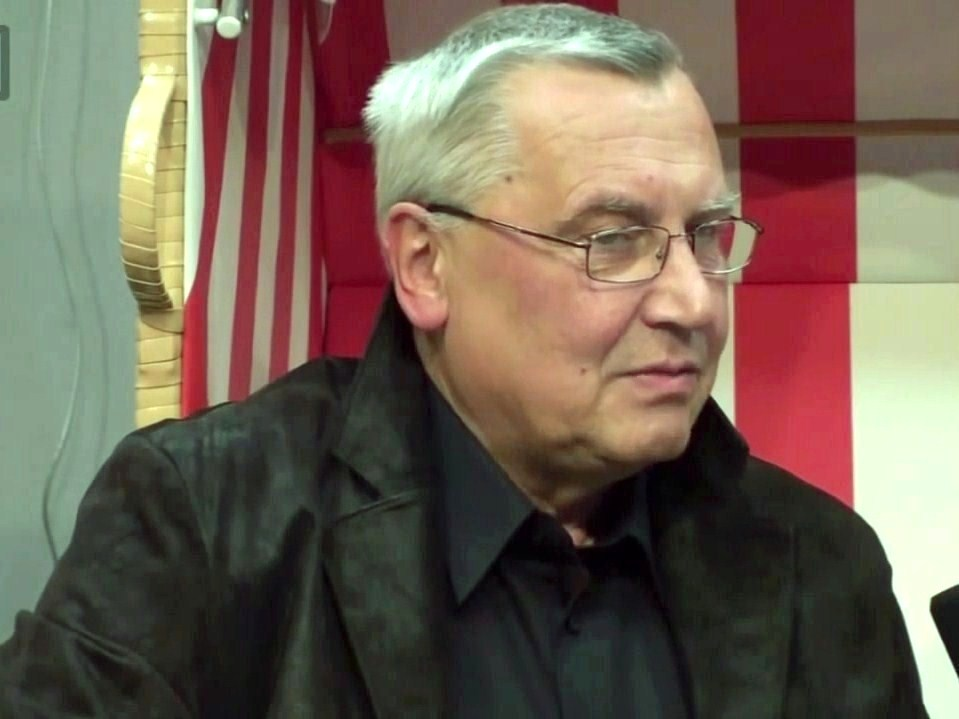
Janusz Jikowski, trưởng Ban giám khảo lần thứ sáu

Mỗi kỳ liên hoan phim đều thành lập 3 ban giám khảo chính thức cho phim truyện, phim ngắn và giải NETPAC (Giải Mạng lưới khuyến khích điện ảnh châu Á). Danh sách trưởng Ban giám khảo: 
| Lần | Năm  | Trưởng Ban giám khảo | Nghề nghiệp         |
| --- | ---- | -------------------- | ------------------- |
| I   | 2010 | Phillip Noyce        | Đạo diễn            |
| II  | 2012 | Jan Schütte          | Đạo diễn            |
| III | 2014 | Kirill Razlogov      | Nhà làm phim        |
| IV  | 2016 | Régis Wargnier       | Đạo diễn            |
| V   | 2018 | Oguri Kohei          | Đạo diễn            |
| VI  | 2022 | Janusz Jikowski      | Đạo diễn, biên kịch |
| VII | 2024 | William Pfeiffer     | Nhà sản xuất phim   |

## Quảng bá
Liên hoan phim quốc tế Hà Nội được coi là liên hoan phim quốc tế uy tín đầu tiên của Việt Nam. Được tổ chức định kỳ bởi chính Bộ Văn hóa, Thể thao và Du lịch và Ủy ban nhân dân thành phố Hà Nội, là những cơ quan quan trọng của đất nước. Mỗi năm, Ban tổ chức đều mời đến những cá nhân tiêu biểu trong nền điện ảnh thế giới làm vai trò Ban giám khảo cũng như những tác phẩm nổi bật, từng đạt nhiều giải thưởng để làm phim mở màn, phim kết thúc. Các hoạt động của liên hoan phim cũng nhằm mục đích quảng bá cho chính nó và cho nền điện ảnh Việt Nam.

## Các lần tổ chức

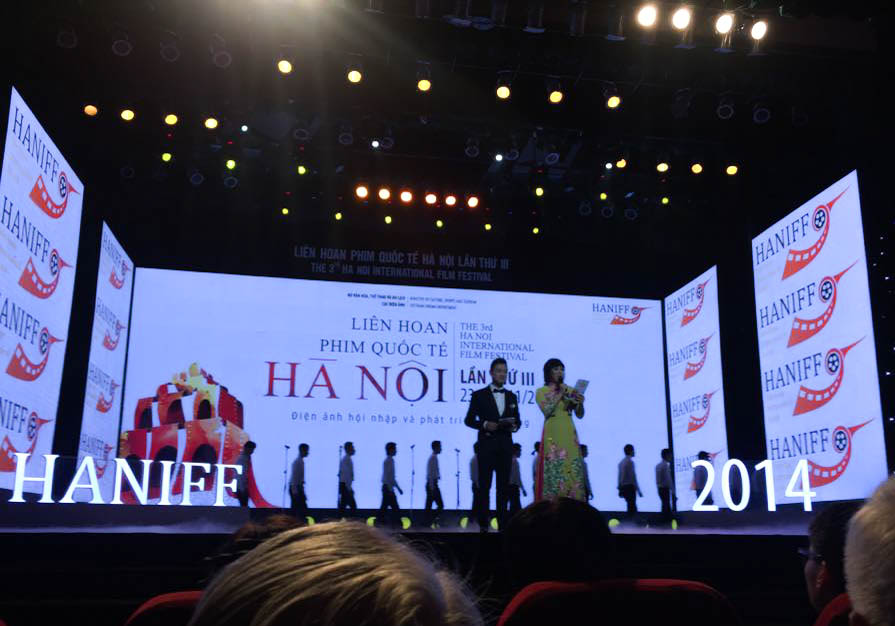
Lễ khai mạc, 2014
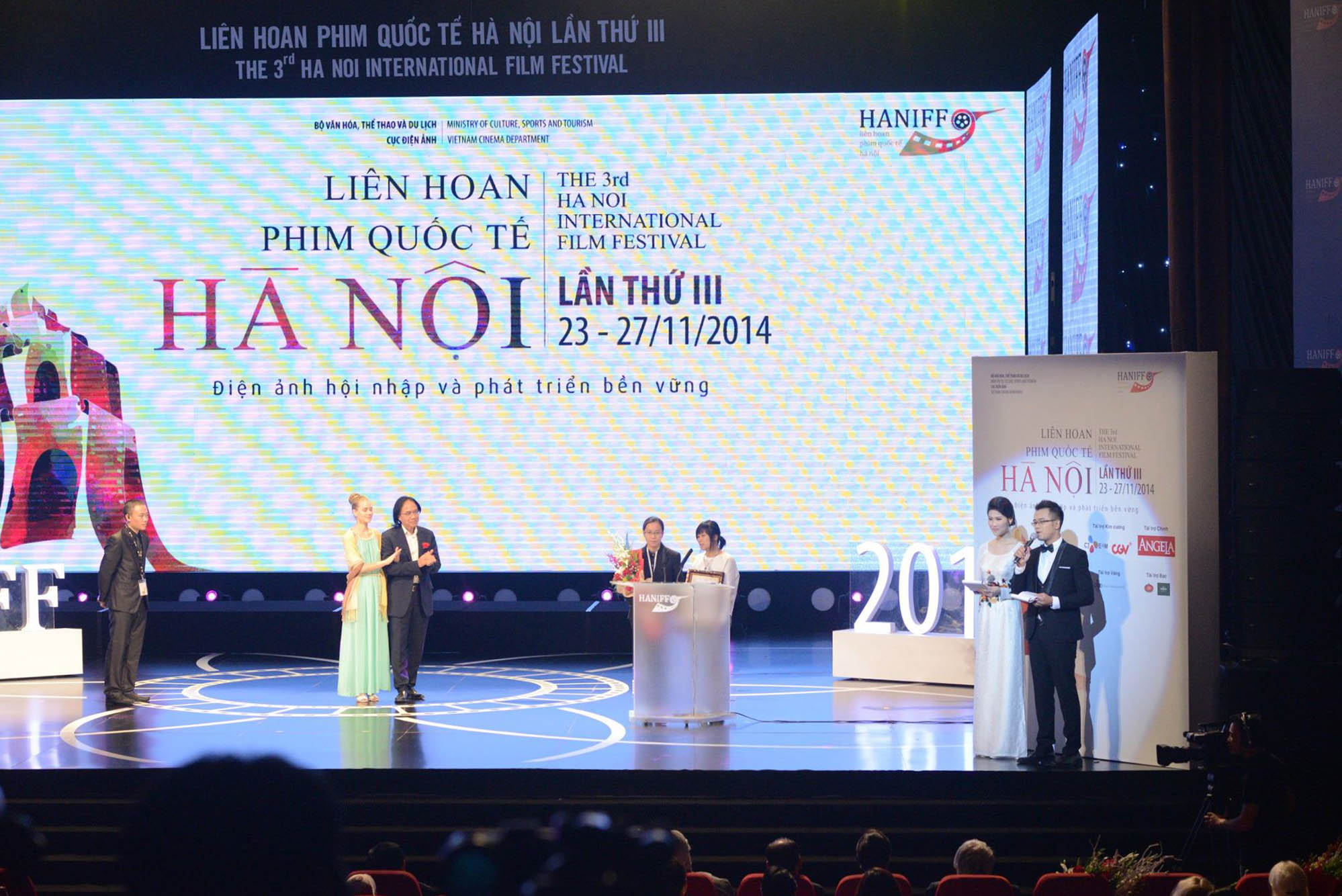
Lễ bế mạc, 2014
Lễ khai mạc, 2016

### Thời gian
Liên hoan phim quốc tế Hà Nội được tổ chức định kỳ 2 năm một lần. Lần thứ 6 được dự kiến tổ chức vào tháng 11 năm 2020 nhưng sau đó bị lùi đến năm 2022 do sự bùng phát của Đại dịch COVID-19 tại Việt Nam. Liên hoan phim thường được tổ chức vào cuối năm (tháng 10 hoặc tháng 11).
| Lần | Năm  | Thời gian tổ chức |
| --- | ---- | ----------------- |
| I   | 2010 | 17–21 tháng 11    |
| II  | 2012 | 25–29 tháng 11    |
| III | 2014 | 23–27 tháng 11    |
| IV  | 2016 | 1–5 tháng 11      |
| V   | 2018 | 27–31 tháng 10    |
| VI  | 2022 | 8–12 tháng 11     |
| VII | 2024 | 7–11 tháng 11     |

### Địa điểm
Năm 2010, lễ khai mạc và bế mạc được tổ chức tại trung tâm Hội nghị Quốc gia. Từ năm 2012, Ban tổ chức quyết định chuyển nơi tổ chức sang Cung Văn hóa Hữu nghị Hà Nội (tên cũ là Cung văn hóa lao động Hữu Nghị Việt - Xô). Chương trình chiếu phim diễn ra tại các cụm rạp trên toàn thành phố Hà Nội, đặc biệt, liên hoan phim còn có buổi chiếu phim ngoài trời tại Quảng trường Cách mạng tháng Tám, Vườn hoa Chí Linh (Vườn hoa Lý Thái Tổ)...